# دانشگاه سویل
دانشگاه سویل (به اسپانیایی: Universidad de Sevilla) یکی از قدیمی‌ترین دانشگاههای کشور اسپانیا است که در شهر سویا واقع شده است. این دانشگاه یکی از معروف‌ترین دانشگاه‌های این کشور است. این دانشگاه در سال ۱۵۰۵ تأسیس شد.

## اداره دانشگاه
دانشگاه سویل شامل موارد زیر می‌باشد:
- دانشکده‌ها
- انجمن مرکزی
- مدارس علمی

سایر مراکز این دانشگاه در ماکارنا و نرویون می‌باشند.

## نگارخانه

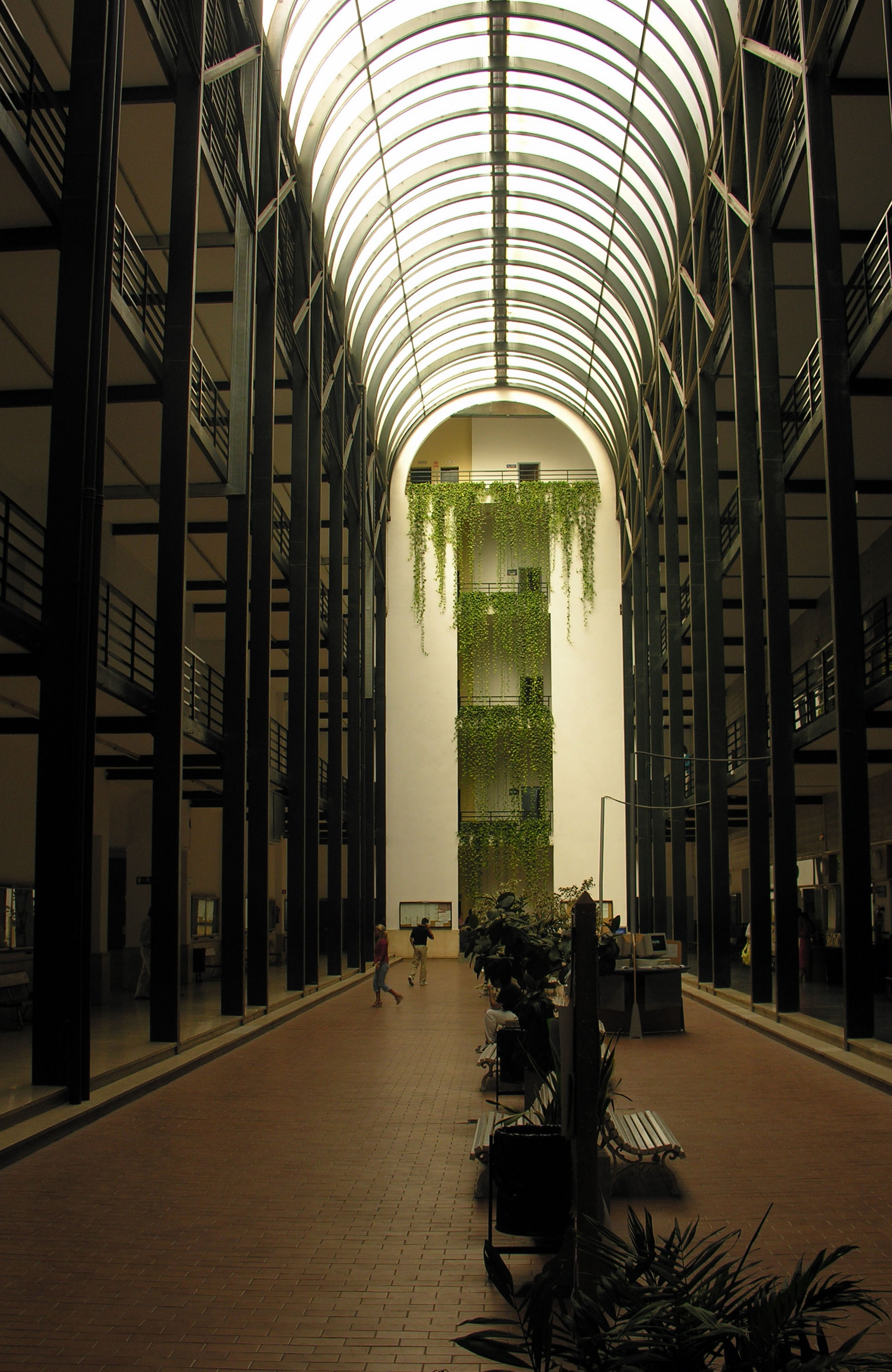
مدرسه اقتصاد و تجارت
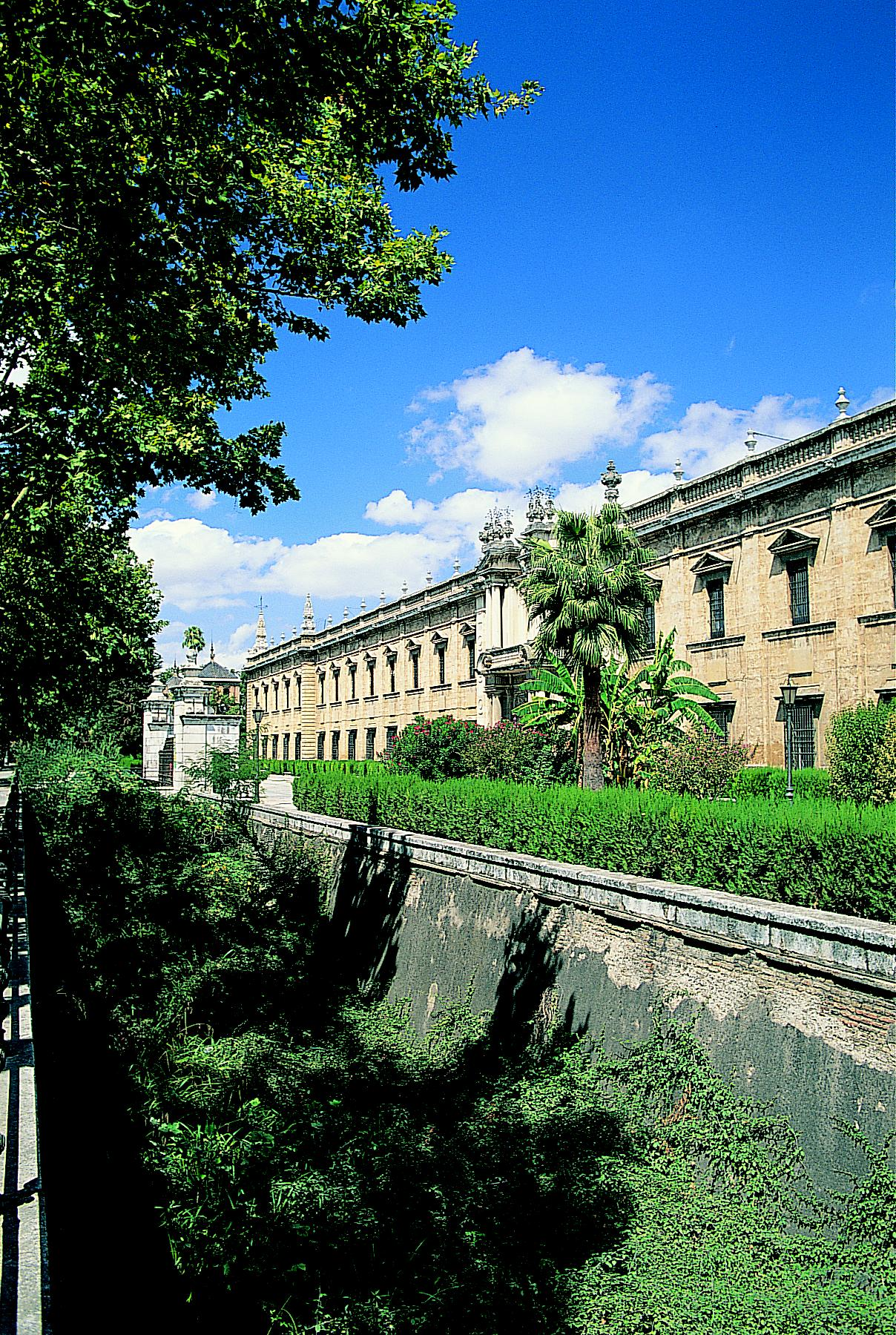
ساختمان مرکزی دانشگاه سویل